# Oreamnos
Dê tuyết (Oreamnos) là một chi động vật có vú trong họ Bovidae, bộ Artiodactyla. Chi này được Rafinesque miêu tả năm 1817. Loài điển hình của chi này là Mazama dorsata Rafinesque, 1817 (= R[upicapra]. americanus de Blainville, 1816).

## Các loài
Chi này gồm các loài: